# Іллінген (Баден-Вюртемберг)
Іллінген (нім. Illingen) — громада в Німеччині, знаходиться в землі Баден-Вюртемберг. Підпорядковується адміністративному округу Карлсруе. Входить до складу району Енц.
Площа — 29,36 км2. Населення становить 7739 ос. (станом на 31 грудня 2020).